# Lupeosaurus
Lupeosaurus — вимерлий рід синапсидів пелікозаврів, віднесений до родини Edaphosauridae. Люпеозавр мав довжину близько 3 метрів і важив близько 166 кілограмів.